# Digué Diawara
Elhadji-Digué Diawara (Saint-Denis, 3 ottobre 1998) è un cestista francese.

## Palmarès
- Match des Champions: 1

ASVEL: 2016